# Stade de la Vallée du Cher
El Stade de la Vallée du Cher es un estadio de fútbol ubicado en la ciudad de Tours, en el departamento de Indre y Loira, Francia. Fue inaugurado en 1978 y su capacidad es de 16.128 personas. Es el estadio del club Tours Football Club y reemplazó al Stade de Grandmont, entonces el estadio principal de la ciudad de Tours.

## Historia
El Stade de la Vallée du Cher fue inaugurado el 2 de septiembre de 1978 en un partido válido por la División 2 entre FC Tours y Amiens Sporting Club. Al momento de su inauguración el estadio contaba con una capacidad para 8,000 personas, al año siguiente se completo la segunda fase y el aforo del recinto aumento a 22.000 plazas.
El récord de asistencia data del 29 de mayo de 1981 en el partido de liga entre el FC Tours y el AS Saint-Étienne cuando se congregaron 21.595 espectadores. A principios de la década de los 80, el club militó durante 4 temporadas en la máxima categoría del fútbol francés.
El 30 de julio de 1998, el estadio acogió la final del Trophée des champions entre el Racing Club de Lens, campeón de Francia 1997-98 contra el Paris Saint-Germain, ganador de la Copa de Francia 1997-98. Paris Saint-Germain, dirigido por Alain Giresse ganó 1-0 gracias a un gol de Yann Lachuer anotado en el minuto 54.
La implantación de las nuevas normas de seguridad exigió el cierre de las dos curvas al público así como la reducción de la capacidad de acogida, llevando esta última a unas 13.000 plazas. En 2010, la ciudad y el club deciden rehabilitar la deteriorada esquina norte por una grada tubular cubierta con 5.000 asientos, acercándola al terreno de juego y aumentando al mismo tiempo el aforo del estadio. Esta nueva tribuna, con butacas azules y blancas, fue inaugurada el 14 de enero de 2012, durante el partido de campeonato de la Ligue 2 francesa entre Tours FC y CS Sedan.
Durante la Eurocopa 2016, el estadio Vallée du Cher acogió a la selección de la República Checa, como campo de entrenamiento.

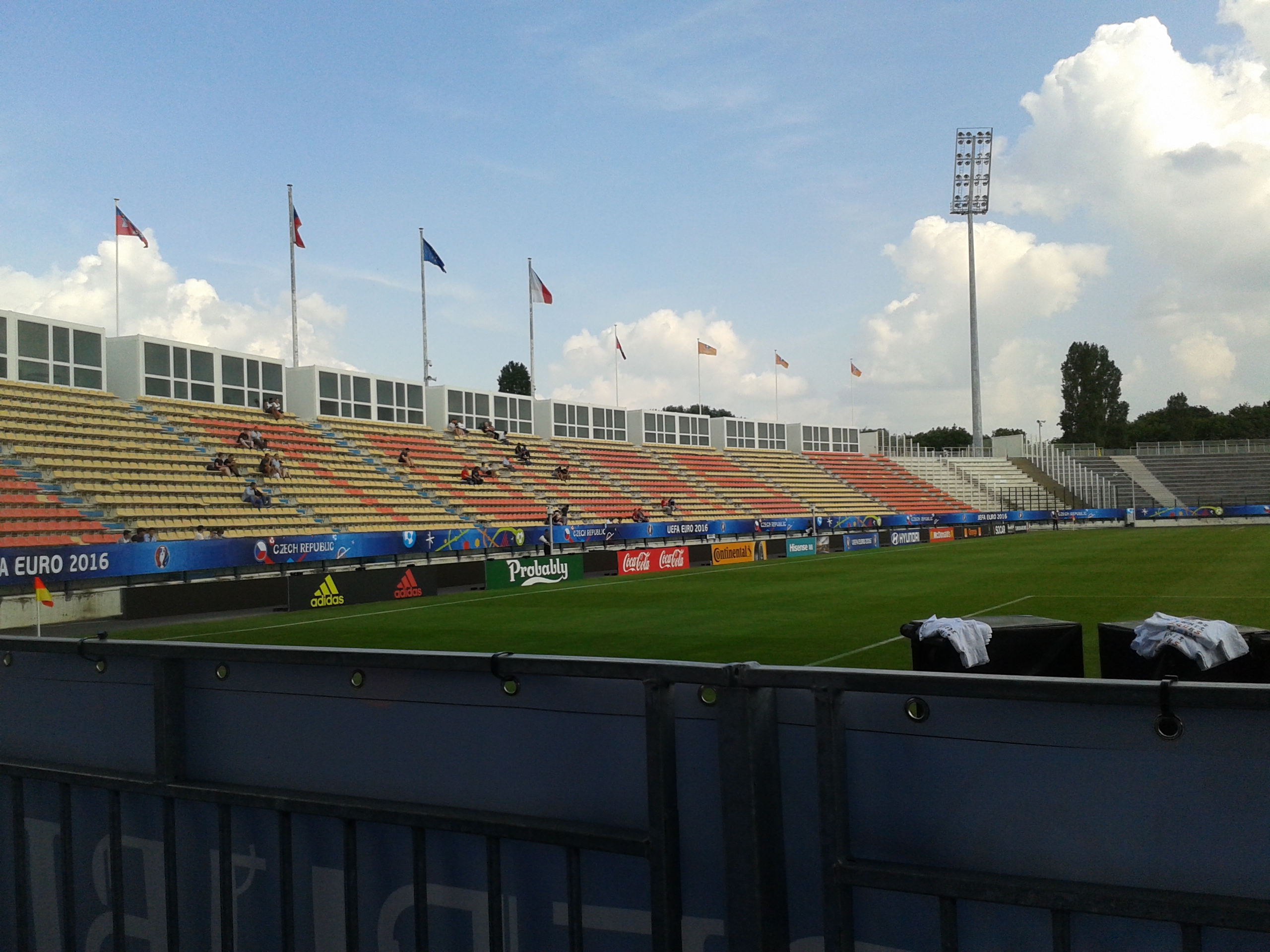